# NGC 1752
NGC 1752 (również PGC 16600) – galaktyka spiralna z poprzeczką (SBc), znajdująca się w gwiazdozbiorze Erydanu. Odkrył ją Heinrich Louis d’Arrest 30 grudnia 1861 roku.